# Paul Ritz
Paul Ritz (am bekanntesten als Paulus Ricius, auch: Rici, Ricci, Riccius, Paulus Israelita), geadelt mit von Sprinzenstein (* um 1480 in Trient; † nach 1542 in Innsbruck, meist wird 1541 angegeben) war ein gelehrter Autor (Philosoph, Kabbalist und Mediziner) in der Zeit des Humanismus.

## Biografie
Ritz wurde als Sohn des bischöflichen Münzjuden Reis aus Bamberg in Trient geboren. Er konvertierte 1505 vom Judentum zum Christentum und nahm dabei den Familiennamen seines Paten Stefano Ricci an. Als Doktor der Medizin und nach mehreren Jahren Professor für Philosophie an der Universität Pavia, war er ab 1514 Leibarzt von Kaiser Maximilian I. sowie Erzieher und Berater des Erzherzogs Ferdinand (des späteren Kaisers Ferdinand I.). Er wurde am 15. November 1530 mit „von Sprinzenstein“ (Schloss Sprinzenstein in Oberösterreich im Mühlviertel) in den Reichsfreiherrenstand erhoben.
Gegen Johannes Eck vertrat Ritz die neuplatonistische Ansicht, der Sternenhimmel habe eine Seele. Er bemühte sich um die Vermittlung von Talmud und Kabbala mit der christlichen Lehre (siehe christliche Kabbala). Dabei griff er Ideen von Giovanni Pico della Mirandola und Johannes Reuchlin auf.
Ritz verteidigte 1523 Reuchlin gegen Jacobus Hoogstraeten, aber auch die Kabbala, die er als allegorische Deutung der Bibel sah. Erasmus von Rotterdam stimmte dieser Interpretation im November 1520 brieflich zu.
Neben Übersetzungen aus dem Hebräischen gilt als sein Hauptwerk De Cælesti Agricultura. 1541 erschien in Augsburg eine Gesamtausgabe seiner Werke, zu denen auch medizinische Rezepte gehören.
Im Italienischen wird Ritz Paolo Ricci genannt, darf aber nicht mit einem etwas später lebenden Franziskaner dieses Namens verwechselt werden.